# جان بيار بلاكبيرن
جان بيار بلاكبيرن هو دبلوماسي وسياسي كندي، ولد في 6 يوليو 1948 في كندا. حزبياً، نشط في حزب المحافظين الكندي والحزب الكندي التقدمي المحافظ. وقد انتخب عضو مجلس العموم الكندي.